# Biddeford (Maine)
Biddeford é uma cidade situada no Condado de York, no estado do Maine, Estados Unidos, a maior cidade e principal centro comercial do condado e sexta do estado. Sua população é de 22.072 habitantes (censo 2000).